# Lijst van voetbalinterlands Marokko - Mauritanië
Deze lijst van voetbalinterlands is een overzicht van alle officiële voetbalwedstrijden tussen de nationale teams van Marokko en Mauritanië. De Afrikaanse buurlanden hebben tot op heden twaalf keer tegen elkaar gespeeld. De eerste ontmoeting was een wedstrijd tijdens de Pan-Arabische Spelen 1976 op 16 oktober 1976 in Damascus (Syrië). Het laatste duel, een vriendschappelijke wedstrijd, werd gespeeld in Agadir op 26 maart 2024.

## Wedstrijden
| №  | Plaats     | Datum             | Competitie                           | Wedstrijd            | Uitslag |
| -- | ---------- | ----------------- | ------------------------------------ | -------------------- | ------- |
| 1  | Damascus   | 16 oktober 1976   | Pan-Arabische Spelen 1976            | Marokko − Mauritanië | 2 − 0   |
| 2  | Nouakchott | 16 september 1979 | Afrika Cup 1980 kwalificatie         | Mauritanië − Marokko | 2 − 2   |
| 3  | Casablanca | 30 september 1979 | Afrika Cup 1980 kwalificatie         | Marokko − Mauritanië | 4 − 1   |
| 4  | Casablanca | 10 augustus 1985  | Pan-Arabische Spelen 1985            | Marokko − Mauritanië | 3 − 0   |
| 5  | Casablanca | 2 september 1990  | Afrika Cup 1992 kwalificatie         | Marokko − Mauritanië | 4 − 0   |
| 6  | Nouakchott | 12 april 1991     | Afrika Cup 1992 kwalificatie         | Mauritanië − Marokko | 0 − 2   |
| 7  | Nouakchott | 7 juni 2008       | WK 2010 kwalificatie                 | Mauritanië − Marokko | 1 − 4   |
| 8  | Rabat      | 11 oktober 2008   | WK 2010 kwalificatie                 | Marokko − Mauritanië | 4 − 1   |
| 9  | Casablanca | 13 januari 2018   | African Championship of Nations 2018 | Marokko − Mauritanië | 4 − 0   |
| 10 | Rabat      | 15 november 2019  | Afrika Cup 2021 kwalificatie         | Marokko − Mauritanië | 0 − 0   |
| 11 | Nouakchott | 26 maart 2021     | Afrika Cup 2021 kwalificatie         | Mauritanië − Marokko | 0 − 0   |
| 12 | Agadir     | 26 maart 2024     | Vriendschappelijk                    | Marokko − Mauritanië | 0 − 0   |

## Samenvatting
| Competitie                      | Totaal gespeeld | Winst Marokko | Gelijk | Winst Mauritanië | Doelsaldo Marokko – Mauritanië |
| ------------------------------- | --------------- | ------------- | ------ | ---------------- | ------------------------------ |
| WK-kwalificatie                 | 2               | 2             | 0      | 0                | 8 − 2                          |
| Afrika Cup-kwalificatie         | 6               | 3             | 3      | 0                | 12 − 3                         |
| African Championship of Nations | 1               | 1             | 0      | 0                | 4 − 0                          |
| Pan-Arabische Spelen            | 2               | 2             | 0      | 0                | 5 − 0                          |
| Vriendschappelijk               | 1               | 0             | 1      | 0                | 0 − 0                          |
| Totaal                          | 12              | 8             | 4      | 0                | 29 − 5                         |

FRMF · A-internationals · Bondscoaches · Marokkaans vrouwenelftal · Olympisch elftal · Lokaal · Marokko U23 · Marokko U21 · Marokko U20 · Marokko U19 · Marokko U18 · Marokko U17
1950 – 1959 ·
1960 – 1969 ·
1970 – 1979 ·
1980 – 1989 ·
1990 – 1999 ·
2000 – 2009 ·
2010 – 2019 ·
2020 − 2029
WK 1970 ·
WK 1986 ·
WK 1994 ·
WK 1998 ·
WK 2018 ·
WK 2022
OS 1964 ·
OS 1972 ·
OS 1984 ·
OS 1992 ·
OS 2000 ·
OS 2004 ·
OS 2012
1944 · 
1957 · 
1958 · 
1959 · 
1960 · 
1961 · 
1962 · 
1963 · 
1964 · 
1965 · 
1966 · 
1967 · 
1968 · 
1969 · 
1970 · 
1971 · 
1972 · 
1973 · 
1974 · 
1975 · 
1976 · 
1977 · 
1978 · 
1979 · 
1980 · 
1981 · 
1982 · 
1983 · 
1984 · 
1985 · 
1986 · 
1987 · 
1988 · 
1989 · 
1990 · 
1991 · 
1992 · 
1993 · 
1994 · 
1995 · 
1996 · 
1997 · 
1998 · 
1999 · 
2000 · 
2001 · 
2002 · 
2003 · 
2004 · 
2005 · 
2006 · 
2007 · 
2008 · 
2009 · 
2010 · 
2011 · 
2012 · 
2013 · 
2014 ·
2015 ·
2016 ·
2017 ·
2018 ·
2019 ·
2020 ·
2021 ·
2022 ·
2023 ·
2024
Albanië ·
Algerije ·
Angola ·
Argentinië ·
Armenië ·
Australië ·
Bahrein ·
België ·
Benin ·
Botswana ·
Brazilië ·
Bulgarije ·
Burkina Faso ·
Burundi ·
Canada ·
Centraal-Afrikaanse Republiek ·
Chili ·
China ·
Colombia ·
Comoren ·
Congo-Brazzaville ·
Congo-Kinshasa ·
Costa Rica ·
DDR ·
Denemarken ·
Duitsland ·
Egypte ·
Engeland ·
Equatoriaal-Guinea ·
Estland ·
Ethiopië ·
Finland ·
Frankrijk ·
Gabon ·
Gambia ·
Georgië ·
Ghana ·
Griekenland ·
Guinee ·
Guinee-Bissau ·
Hongkong ·
Ierland ·
India ·
Indonesië ·
Irak ·
Iran ·
Italië ·
Ivoorkust ·
Jamaica ·
Jemen ·
Joegoslavië ·
Jordanië ·
Kaapverdië ·
Kameroen ·
Kenia ·
Koeweit ·
Kroatië ·
Lesotho ·
Libanon ·
Liberia ·
Libië ·
Luxemburg ·
Malawi ·
Maleisië ·
Mali ·
Mauritanië ·
Mexico ·
Mozambique ·
Myanmar ·
Namibië ·
Nederland ·
Nieuw-Zeeland ·
Niger ·
Nigeria ·
Noord-Ierland ·
Noorwegen ·
Oeganda ·
Oekraïne ·
Oezbekistan ·
Oman ·
Palestina ·
Paraguay ·
Peru ·
Polen ·
Portugal ·
Qatar ·
Roemenië ·
Rusland ·
Rwanda ·
Saoedi-Arabië ·
Sao Tomé en Principe ·
Schotland ·
Senegal ·
Servië ·
Sierra Leone ·
Slowakije ·
Soedan ·
Somalië ·
Sovjet-Unie ·
Spanje ·
Syrië ·
Tanzania ·
Thailand ·
Togo ·
Trinidad en Tobago ·
Tsjechië ·
Tunesië ·
Uruguay ·
Verenigde Arabische Emiraten ·
Verenigde Staten ·
Zambia ·
Zimbabwe ·
Zuid-Afrika ·
Zuid-Jemen ·
Zuid-Korea ·
Zwitserland
België (2022) · 
Frankrijk (2022) ·
Iran (2018) · 
Kroatië (2022, 1) ·
Kroatië (2022, 2) ·
Portugal (2018) · 
Portugal (2022) ·
Spanje (2018) ·
Spanje (2022)
FFRIM · A-internationals · Mauritaans vrouwenelftal
1960 – 1969 · 
1970 – 1979 · 
1980 – 1989 · 
1990 – 1999 · 
2000 – 2009 · 
2010 – 2019 ·
2020 − 2029
Algerije ·
Angola ·
Bahrein ·
Benin ·
Botswana ·
Burkina Faso ·
Burundi ·
Canada ·
Centraal-Afrikaanse Republiek ·
Comoren ·
Congo-Brazzaville ·
Congo-Kinshasa ·
Equatoriaal-Guinea ·
Egypte ·
Ethiopië ·
Gabon ·
Gambia ·
Guinee ·
Guinee-Bissau ·
Irak ·
Ivoorkust ·
Jemen ·
Jordanië ·
Kaapverdië ·
Kameroen ·
Kenia ·
Lesotho ·
Libanon ·
Liberia ·
Libië ·
Madagaskar ·
Mali ·
Marokko ·
Mauritius ·
Mozambique ·
Niger ·
Oeganda ·
Oman ·
Palestina ·
Rwanda ·
Saoedi-Arabië ·
Senegal ·
Sierra Leone ·
Soedan ·
Somalië ·
Syrië ·
Tanzania ·
Togo ·
Tunesië ·
Verenigde Arabische Emiraten ·
Zambia ·
Zimbabwe ·
Zuid-Afrika ·
Zuid-Jemen ·
Zuid-Soedan